# Latakia Sports City Stadium
Latakia Sports City Stadium – wielofunkcyjny stadion w Latakii, w Syrii. Został otwarty w 1987 roku jako główny obiekt kompleksu sportowego Latakia Sports City, wybudowanego z myślą o organizacji X Igrzysk Śródziemnomorskich. Stadion może pomieścić 45 000 widzów.

## Historia
W 1983 roku Wojciech Zabłocki wygrał konkurs na zaprojektowanie kompleksu sportowego w Latakii, który miałby się stać centrum X Igrzysk Śródziemnomorskich w 1987 roku. Po zwycięstwie w konkursie Zabłocki został mianowany głównym architektem mającego powstać kompleksu Latakia Sports City. Kompleks został wybudowany kilka kilometrów na północ od centrum miasta, tuż nad brzegiem Morza Śródziemnego. Głównym obiektem kompleksu był stadion mogący pomieścić 45 000 widzów.
Projekt samego stadionu wykonał Wojciech Zabłocki wespół z Andrzejem Rybą. Obiekt, podobnie jak reszta kompleksu, nawiązywał stylem do tradycyjnej syryjskiej architektury. Stadion, wyposażony w bieżnię lekkoatletyczną, otoczono ze wszystkich stron trybunami. Największa (zachodnia) trybuna główna powstała jako konstrukcja budowlana, przykryta charakterystycznym dachem wspartym na 240-metrowym łuku. Inspiracją przy projektowaniu zadaszenia były pokrycia beduińskich namiotów. Pozostałą część trybun wybudowano na wałach ziemnych, bez zadaszenia. Pojemność trybun wynosiła 45 000 widzów.
Stadion został otwarty w 1987 roku i był główną areną X Igrzysk Śródziemnomorskich, goszcząc m.in. spektakularną ceremonię otwarcia. Po igrzyskach obiekt m.in. wykorzystywany był przez wiele klubów piłkarskich do rozgrywania spotkań ligowych. Podczas syryjskiej wojny domowej stadion, wraz z całym kompleksem, pełnił rolę tymczasowego schronienia dla uchodźców zbiegłych z terenów objętych nasilonymi działaniami wojennymi.